# Niněra
Niněra (lučec, kobylí hlava nebo kolovratec) je strunný hudební nástroj, jehož struny se rozeznívají třením pomocí dřevěného kolečka s klikou, kterým hráč pravou rukou otáčí. Niněra tak patří mezi strunné nástroje třecí (či kolové). Funkce kolečka je podobná jako smyčec u houslí. Zvláštním klapkovým zařízením se pomocí prstů levé ruky struny zkracují. Ozvučná skříňka mívá různý tvar.

## Historie
První záznamy o niněře jsou v západní Evropě známy už z 10. století, ale tehdy byly nástroje o dost větší než jsou ty dnešní. Nástroj měřil až 1,5 metru a ke hře bylo potřeba dvou hráčů: jeden se staral o kolečko a druhý o klávesy. Nejstarší doklad pochází z 12. století z chrámu Santo Domingo ve španělské Sorii. V průběhu středověku šlo o nástroj žakéřů a potulných bardů, v renesanci se z niněry stal nástroj lidový, často nástroj žebrácký. V období klasicismu byla niněra jako hudební nástroj rehabilitována – hrálo se na ni v chrámech a v 17. století pro ni komponovali tehdejší významný skladatelé (W. A. Mozart, Antonio Vivaldi, Joseph Haydn). Dnes niněra slouží především jako artefakt muzeí.

## Současnost
V současnosti je někdy niněra využívána ve folkové hudbě (například skupina Kantoři). Používá ji dokonce i několik folk metalových kapel, například Eluveitie či Korpiklaani. Mezi nejznámější české niněristy patří Jiří Wehle, Daniel Kahuda, Vojcek nebo kapelník skupiny Kantoři Jan Filip. Výrobě niněr se věnuje také několik českých tvůrců hudebních nástrojů, například Zdeněk Seydl nebo Ondřej Bauer z Plzně. Ze zahraničních projektů využívá niněry francouzská formace Muddy Gurdy, která charakteristický zvuk nástroje kombinuje s tradičním blues.[zdroj?]

## Hmatníková niněra

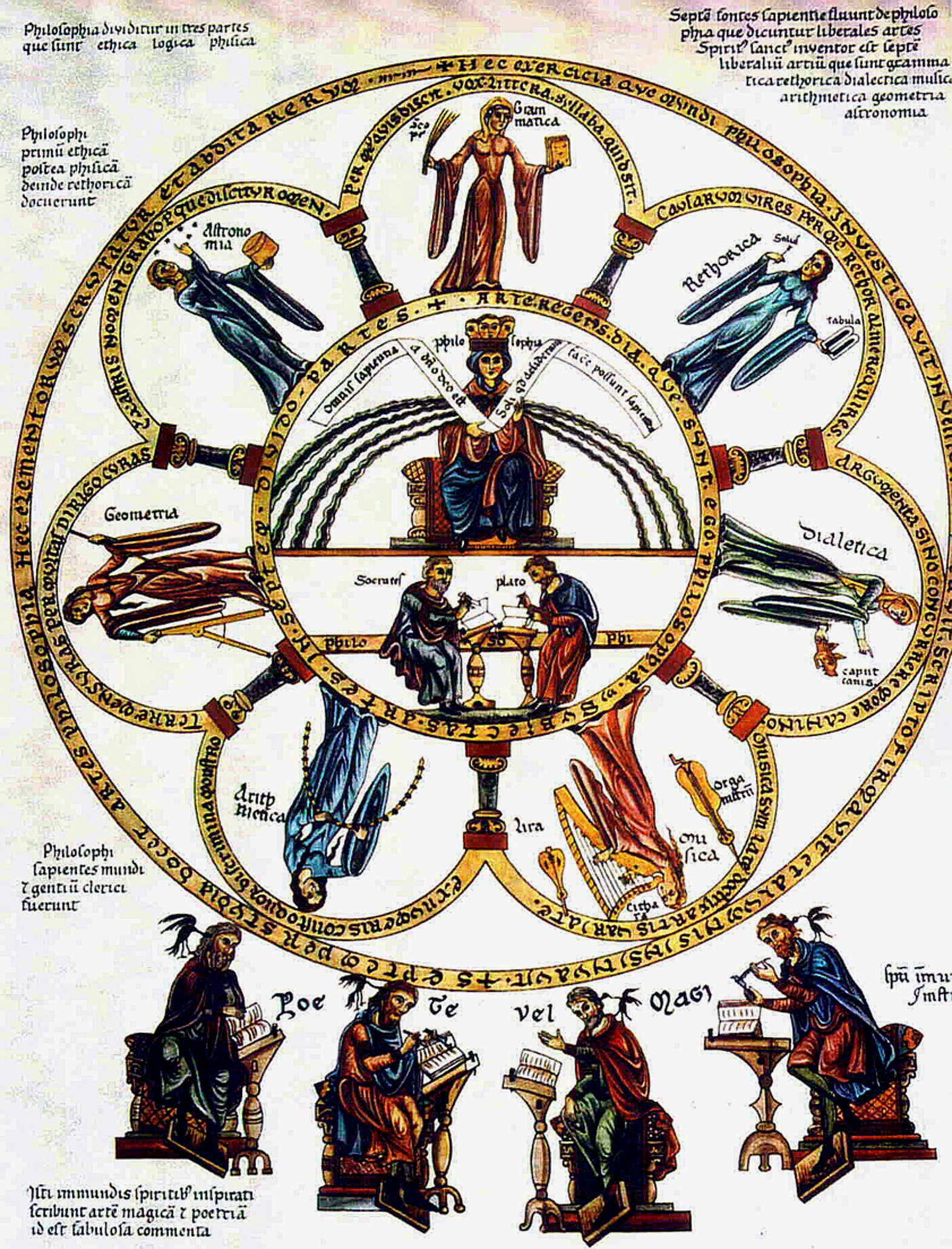
První doložená hmatníková niněra na obrazu Sedm svobodných umění z Hortus deliciarum od Herrady von Landsberg (12. století)

Hmatníková niněra je hudební nástroj, který se vyvíjel souběžně s niněrou. Princip tvorby tónu třecím kolem je stejný, ale zcela u nich chybí klávesová mechanika, pro niněry jinak typická. Vyhrávání melodické linky – zkracování znějící struny – se děje stejně jako u jiných strunných nástrojů prsty na hmatníku nástroje.

## Zajímavosti
- Niněra hraje důležitou roli ve filmu Život je krásný z roku 1940, kde na ni hraje Oldřich Nový v roli spisovatele převlékajícího se za žebráka.Současné užití nástroje

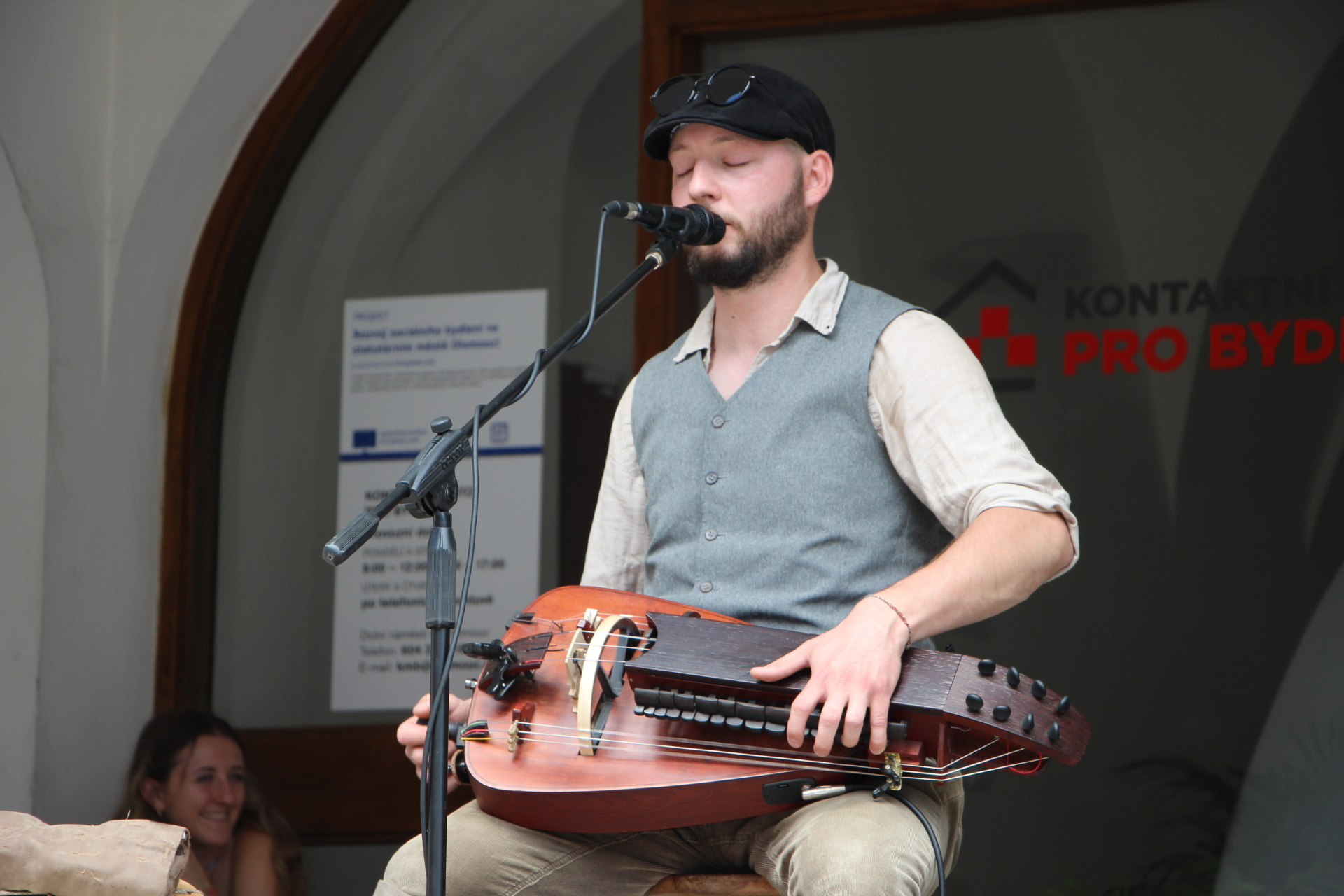
Současné užití nástroje

- Niněra je ústředním nástrojem v hudbě k seriálu Pod černou vlajkou.